# 联合国安全理事会第2397号决议
联合国安全理事会第2397号决议是联合国安全理事会于2017年12月22日一致通过的一项决议。该决议针对朝鲜民主主义人民共和国进行的一系列导弹试射与核试验，确定了一系列对其进行的个人、实体的經濟制裁和商业制裁。

## 内容
- 进一步将朝鲜精炼石油产品的进口量限制在每年50万桶以内，原油进口量限制在每年400万桶。
- 要求各国扣押发现的非法走私物品，包括石油和煤炭等。
- 要求各国立即、最迟必须在两年内，将所有在国外赚取收入的朝鲜劳工驱逐出境。但朝鲜的叛逃者、难民、寻求庇护者和遣返后会面临迫害的贩运受害者不在此之列。
- 禁止朝鲜出口所有其他类别的主要出口产品。
- 禁止朝鲜进口重型机械、工业设备和运输工具。[1][3]